# Gnomibidion variabile
Gnomibidion variabile là một loài bọ cánh cứng trong họ Cerambycidae.